# Tianshengqiao
Tianshengqiao (kinesiska: 天生桥镇, 天生桥) är en köping i Kina. Den ligger i den autonoma regionen Guangxi, i den södra delen av landet, omkring 400 kilometer nordväst om regionhuvudstaden Nanning. Antalet invånare är 18977. Befolkningen består av 9 635 kvinnor och 9 342 män. Barn under 15 år utgör 28,0 %, vuxna 15-64 år 62 %, och äldre över 65 år 8,0 %.
Genomsnittlig årsnederbörd är 1 390 millimeter. Den regnigaste månaden är juni, med i genomsnitt 336 mm nederbörd, och den torraste är februari, med 15 mm nederbörd.